# Vipsania Agrippina
Vipsania Agrippina (død 20 e.Kr.) var kejser Tiberius' første hustru. Hun var datter af Marcus Vipsanius Agrippa og Cæcilia Attica, og dermed et barnebarn af Titus Pomponius Atticus, Ciceros bedste ven.

## Biografi
Hun blev forlovet af Augustus og hendes far med Tiberius, Augustus' stedsøn, inden hendes første fødselsdag. De blev gift omkring 19 f.Kr. Deres søn Drusus Julius Cæsar blev født i 14 f.Kr.
På trods af at Vipsania og Tiberius nød et lykkeligt ægteskab, beordrede Augustus efter Vipsanias fars død de to til at blive skilt. Han havde indtil da været gift med Augustus' datter Julia den Ældre. Selvom Tiberius ønskede at forblive hos Vipsania og havde foragt for Julia på grund af hendes påståede utroskab, forlovede Augustus ham med Julia for at knytte Tiberius nærmere til den julianske familie. Da de skulle skilles var Vipsania gravid med deres andet barn, som ikke overlevede fødslen.
Tiberius blev mod sin vilje skilt fra Vipsania i 11 f.Kr. (non sine magno angore animi ["ikke uden store mentale kvaler"), ifølge Sveton) og holdt aldrig op med at beklage at han indvilligede. Ved en lejlighed fik Tiberius øje på Vipsania og fulgte hende med et intenst og tårefuldt blik. Der blev taget forholdsregler for at undgå yderligere pinlige møder med hende.
I 11 f.Kr. blev hun gift med Gaius Asinius Gallus, en senator og søn af den berømte orator Gaius Asinius Pollio. De fik mindst seks sønner og måske en eller flere døtre. Vipsania Agrippina døde i 20 e.Kr., få dage efter ovationer hyldesten af hendes søn Drusus, som fandt sted den 28. maj.
Tiberius hadede Gallus, ikke mindst fordi Gallus påstod, at Drusus var hans egen søn. I 30 f.Kr. fik Tiberius senatet til at erklære Gallus for en samfundsfjende. Han døde af sult i fængslet i 33 e.Kr.

## Børn
Vipsania og Gallus' kendte sønner var:
- Gaius Asinius Pollio – Konsul i 23 e.Kr.; landsforvist for anklager om en sammensværgelse og senere henrettet efter ordre fra kejserinde Valeria Messalina.
- Marcus Asinius Agrippa – konsul i 25 e.Kr. og død i slutningen af 26 e.Kr. Tacitus beskriver ham som "ikke uværdig for sine forfædre".[8] Hans søn Marcus Asinius Marcellus var konsul i 54 e.Kr., året, hvor kejser Claudius døde.[9]
- Asinius Saloninus (muligvis Gnaeus Asinius Saloninus, nogle gange fejlagtigt kaldet Salonius) - død i 22 e.Kr. Tacitus beskriver ham som en 'eminent' person. Saloninus stod til at ægte en af kejser Tiberius' barnebarn.[10]
- Servius Asinius Celer – var konsul suffectus i 38 e.Kr. Af kejser Caligula købte han en fisk til en enorm pris.[11] Han nævnes i Senecas satire, Apocolocyntosis, hvor han er opført blandt de mange mennesker, der blev dræbt af kejser Claudius. Hans død fandt sandsynligvis sted før midten af 47 e.Kr. Asinius Celer ser ud til at have haft en datter ved navn Asinia Agrippina, selvom hendes eksistens er usikker.
- Asinius Gallus (muligvis Lucius Asinius Gallus, nogle gange fejlagtigt kaldet Gallo) - i 46 e.Kr. konspirerede han mod Claudius og blev tvunget i eksil. Cassius Dio beskriver ham som værende "meget lille og grim".[12] Senere rehabiliteret og konsul i 62 e.Kr.
- Gnaeus Asinius – hans eksistens er registreret af indbyggerne i Puteoli, hvis protektor han var. Intet andet vides om ham. Det er blevet foreslået, at han har været identisk med Asinius Saloninus eller den førnævnte Asinius Gallus, men da Asinius Gallus synes at have været den Lucius Asinius Gallus, der blev konsul i 60 e.Kr., kan Gnaeus Asinius derimod være Asinius Saloninus.
- Udover deres sønner havde Vipsania og Gallus sandsynligvis mindst én datter, men muligvis flere.[13][14] Pomponia Graecina var en fornem dame gift med Aulus Plautius og ser ud til at have været datter af en datter af Vipsania.[15] Plautius var en general under erobringen af Storbritannien, som han modtog som en militær hyldest. Nero myrdede deres søn, angiveligt fordi Agrippina den Yngre, Neros mor, var forelsket i ham og opfordrede ham til at gøre krav på tronen.[16]

Tacitus beretter, at Vipsania var det eneste af Agrippas børn, der døde en naturlig død. Hun var en af sin tids førende kvinder, og mellem 21 og 23 e.Kr. ærede hendes søn Drusus hendes minde med statuer, mønter og inskriptioner.

## Kulturskildringer
I Robert Graves' roman Jeg, Claudius ser man Tiberius, der følger Vipsania med sine øjne efter deres skilsmisse, ligesom det berettes af Sveton (Om cæsarernes liv, Tiberius, 7).
Tv-dramatiseringen gik noget længere, den anden episode inkluderede en ret lang scene mellem Tiberius og Vipsania lige inden hendes andet ægteskab, hvor Tiberius er ked af det og fortryder deres skilsmisse. Hun blev spillet af Sheila Ruskin.
Deadline annoncerede i december 2022, at Vipsania ville blive afbildet igen på tv som en del af Sky og MGM+'s anden sæson af Domina, spillet af skuespillerinden Joelle.

## Eksterne links
- Romerske mønter og yderligere information om Vipsania Agrippina